# Ximen Bao
Ximen Bao (西門豹) foi um ancestral chinês governador ministerial e conselheiro da corte do Marquês Wen de Wei (文侯) (445-396 a.C.) durante o Período dos Reinos Combatentes (481-221 a.C.) na China. Ele foi conhecido como um jovem racionalista, que tinha abolido no estado de Wei a lei de práticas subhumanas de sacrifícios de pessoas nos leitos dos rios. Além disso, o jovem governante Sunshu Ao está com o crédito de primeiro engenheiro hidráulico ( pelo represamento de um rio para irrigação de larga escala), Ximen Bao não é creditado como o primeiro engenheiro na China a criar um grande canal para sistemas de irrigação.

## Engenharia Hidráulica
Ximen Bao tornou-se muito conhecido em sua vida e postumamente por seus trabalhos gradiosos na engenharia hidráulica durante o século X a.C. Ele organizava um extenso desvio do [[Rio 
Zhang]](漳河), onde tinha antigamente fluia dentro do Rio entre Huang He até Anyang.O novo percurso que o rio tomou sob o seu projeto de desvio conduziu o rio para safisfazer o 
Huang He pelo curso mais baixo em uma curva perto dos dias de hoje em Tianjin
.